# Strandsalvia
Strandsalvia (Salvia africana-lutea L.) är en halvbuske i familjen kransblommiga växter.

## Habitat
Strandsalvia är vildväxande i sydcentrala USA.
I Sverige odlas den ibland som kallhusväxt.